# Trofeo Laigueglia 2007
De Trofeo Laigueglia 2007 werd gehouden op dinsdag 20 februari in Italië; het was de 44e editie. Start en aankomst lagen zoals ieder jaar in Laigueglia, een gemeente aan de Ligurische kust. De Rus Michail Ignatiev werd de winnaar.

## Verloop
De hele wedstrijd waren er aanvallen, maar geen enkele bleek echt succesvol. De Rus Michail Ignatiev viel op zeven kilometer van de eindstreep aan en wist zijn voorsprong wél te behouden, uiteindelijk hield hij vier seconden over op het sprintende peloton. Die sprint om de tweede plaats werd gewonnen door de Italiaan Mirco Lorenzetto van Milram, voor zijn landgenoot Filippo Pozzato - de winnaar van de Trofeo Laigueglia in 2003 en 2004. De zege van Ignatiev is al zijn tweede profzege; eerder won hij een etappe in de Ronde van de Middellandse Zee.

## Uitslag
| rang | renner              | ploeg                  | land    | tijd       |
| ---- | ------------------- | ---------------------- | ------- | ---------- |
| 1    | Michail Ignatiev    | Tinkoff Credit Systems | Rusland | 4u 35' 05" |
| 2    | Mirco Lorenzetto    | Team Milram            | Italië  | op 4"      |
| 3    | Filippo Pozzato     | Liquigas               | Italië  | z.t.       |
| 4    | Daniele Bennati     | Lampre-Fondital        | Italië  | z.t.       |
| 5    | Stefano Garzelli    | Acqua & Sapone         | Italië  | z.t.       |
| 6    | Massimo Giunti      | Miche                  | Italië  | z.t.       |
| 7    | Daniele Pietropolli | Tenax                  | Italië  | z.t.       |
| 8    | Ricardo Serrano     | Tinkoff Credit Systems | Spanje  | z.t.       |
| 9    | Pasquale Muto       | Miche                  | Italië  | z.t.       |
| 10   | Antonio D'Aniello   | Ceramica Flaminia      | Italië  | z.t.       |